# Disa bodkinii
Disa bodkinii är en orkidéart som beskrevs av Harry Bolus. Disa bodkinii ingår i släktet Disa och familjen orkidéer. Inga underarter finns listade i Catalogue of Life.